# Afrocarpus falcatus
Afrocarpus falcatus — вид хвойних рослин родини подокарпових. Видовий епітет описує тонке струнке листя.

## Поширення, екологія
Країни поширення: Малаві; Мозамбік; ПАР (Східний Кейп, Квазулу-Натал, Лімпопо, Мпумаланга, Західний Кейп); Есватіні. Росте в прибережних і гірських лісах на висоті 1670 ± 405 м. У його діапазоні, середня річна температура становить 16,9 °C, з середнім мінімумом в найхолодніший місяць 8,3°С, і середньою річною кількістю опадів 1097 мм.

## Морфологія
Дерева 10–25(60) м заввишки і до 210 см діаметром, часто з чистим стовбуром більше 20 м. Кора сіра, часто пурпурна, гладка спершу, потім лущиться на прямокутні заокруглені пластини. Гілки круглі або чотирикутні. Молодих дерев листки супротивні, лінійно-ланцетні, до 12 см × 6 мм. Дорослих дерев листки лінійно-ланцетні, (1)2–4(4,5) см × (1.2)2–4(6) мм. Пилкові шишки розміщені в групах по 1–4, майже сидячі, сережкоподібні, 5–13 × 2–3,5 мм, коричневі; довжиною 0,6–0,8 мм і шириною 0.8–1.4 мм, кожна містить два пилкові мішечки довжиною 0,6–0,7 мм і близько 0,3–0,4 мм в діаметрі. Шишки від кулястих до оберненояйцевидних, довжиною 12–18 мм, від сіруватого до сіро-зеленого кольору, дозрівають до жовто-або світло-червоно-коричневого кольору. Насіння повністю оточене м'якоттю, кулясте, 10–12(14) мм.

## Використання
Деревина є цінною, особливо великих розмірів вона досягає на південному мисі. Вона використовувалась в минулому для корабельних щогл і до цих пір користується великим попитом для будівництва човнів. Лісоматеріали також використовуються в будівництві для балок і крокв, поверхів будинків і вагонок і столярних виробів, а також меблів. У садівництві це все більш популярне побутове дерева, в основному в країнах з м'яким кліматом, таких як ПАР, Австралія та Нова Зеландія.

## Загрози та охорона
Вирубка в минулому скоротила кількість великих дерев особливо в провінціях Східного та Західного мису Південної Африки. Цей спад зараз припинився в цих областях. Ситуація в інших частинах ареалу (за межами Південної Африки), неясна. Цей вид присутній в кількох охоронних територіях.